# Liste der Dreikantonsecken der Schweiz

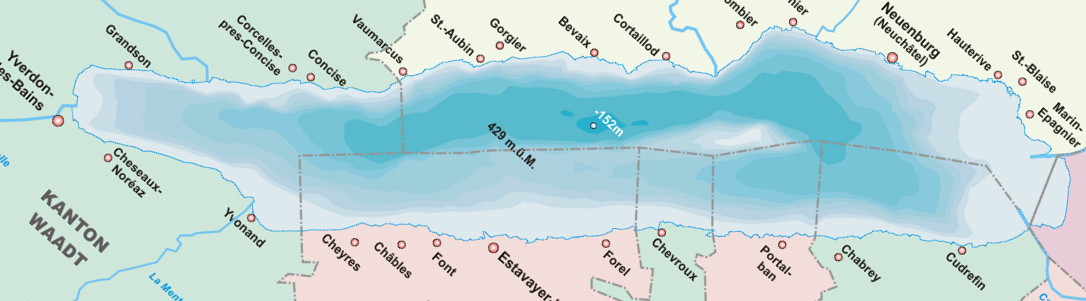
Neuenburgersee mit 4 der Punkte in Seemitte – Neuenburg im Nordwesten (hellgelb), Waadt (grün) und Freiburg (hellrot) im Südosten

Dies ist eine Liste der Dreikantonsecken der Schweiz.  Die 26 Kantone der Schweiz bilden zusammen ca. 43 Dreikantonsecken (Drei-Kantone-Ecke oder Dreiländerecke). Die meisten hat der Kanton Bern.
Der Kanton St. Gallen und die darin liegenden beiden Kantone Appenzell bilden 6 Dreikantonsecken. 4 weitere befinden sich in der Mitte des Neuenburgersees an Punkten, an denen der Kanton Neuenburg auf der Nordwestseite an Sektoren der gegenüberliegenden Seite der Kantone Waadt und Freiburg trifft.

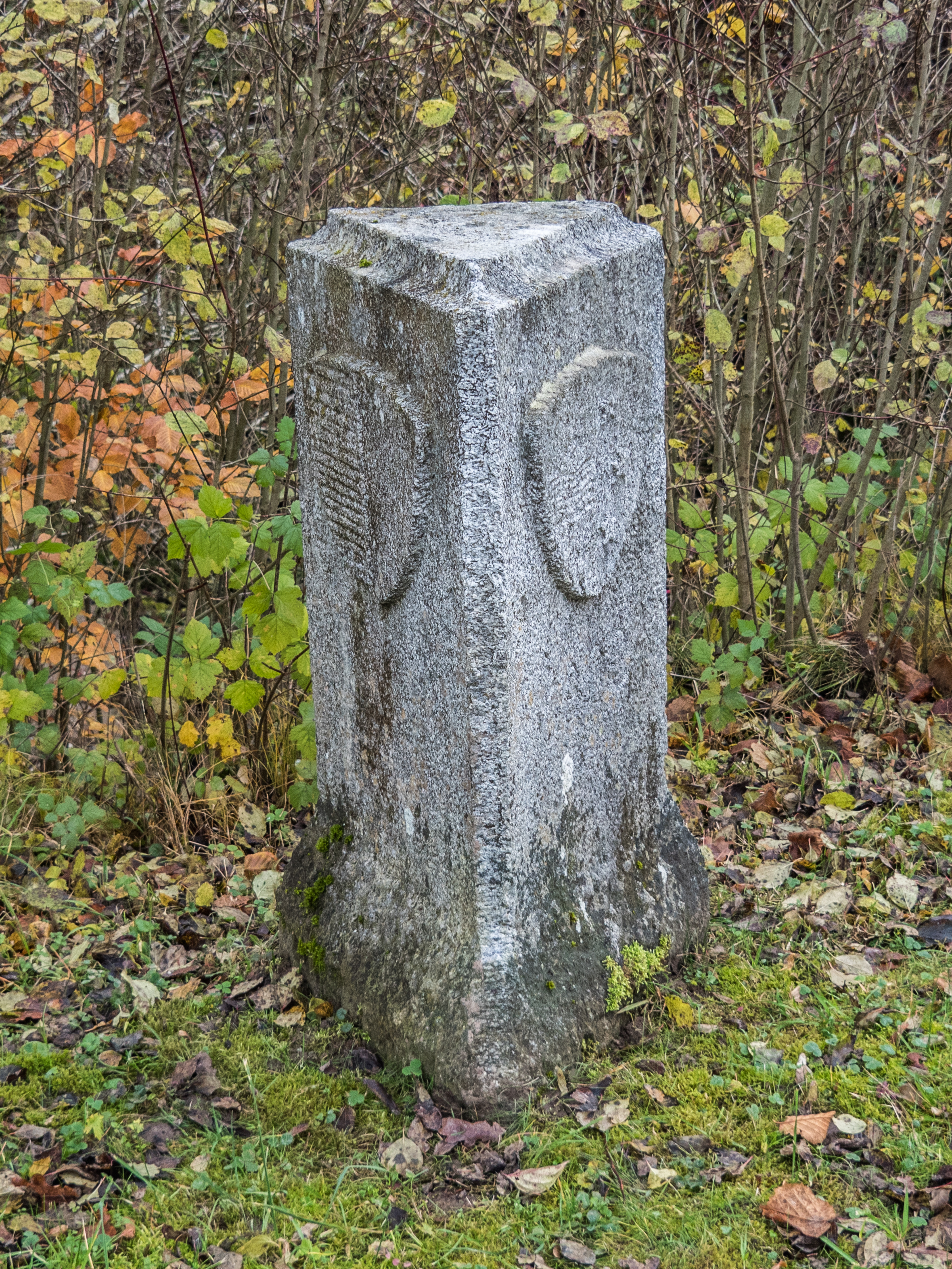
Grenzstein der Kantone Aargau/Bern/Luzern bei St. Urban (2023)

Die Punktverbindungen von Roggenburg mit dem übrigen Kanton Basel-Landschaft und von Schelten mit dem übrigen Kanton Bern, beide zwischen den Kantonen Jura und Solothurn, finden sich in der Liste. Der Grenzverlauf bei der Mündung der Broye in den Neuenburgersee sogar zweimal. Das Eck von Tessin, Uri und Wallis ist auch ein Wasserscheidepunkt.
Die Anzahl hatte sich durch den Kantonswechsel von Clavaleyres (2022) um 2 reduziert, weitere 2 beim Wechsel des Laufentals (1994), wobei auch die Punkteverbindung von Roggenburg entstand.
Die Kantone Basel-Stadt, Genf und Schaffhausen weisen kein Dreikantonseck auf: die ersten grenzen nur an einen Nachbarkanton, bei letzterem trennt die Landesgrenze das Kantonsdreieck mit Thurgau und Zürich.
Gemeinden mit mehreren Dreikantonsecken: Innertkirchen (4), Oberegg (4), Engelberg (3), Glarus Süd (3), Wolfenschiessen (3), Chevroux (2), Cortaillod (2), Delley-Portalban (2), Estavayer (2), La Grande Béroche (2), Liesberg (2), Murgenthal (2), Obergoms (2), Reute (2), Schelten (2) und Schwende-Rüte (2).
Gemeinden mit Dreikantonsecken in mehr als zwei Kantonen: Glarus Süd und Innertkirchen (4 Kantone); Engelberg, Murgenthal, Obergoms und Wolfenschiessen (3 Kantone).
| Kanton 1               | Kanton 2              | Kanton 3   | Ort, Lage | Markierung | Art        | Höhe   | ⊙                  | Bild |
| ---------------------- | --------------------- | ---------- | --- | --- | ---------- | ------ | ------------------ | --- |
| Aargau                 | Basel-Landschaft      | Solothurn  | auf dem Heimetlosenspitz, nördlich von Kienberg (Solothurn), südlich von Wittnau (Aargau), östlich von Anwil (Basel-Landschaft) Dort existierte bis 1931 ein kleines Gebiet, das zu keinem Kanton gehörte: der Heimatlosenplatz – ein staatenloses Gebiet. Durch den Teilungsvertrag und die Grenzbereinigung der Kantone entstand das Dreikantonseck. | Dreikantiger Grenzstein Nr. 257 | Wald       | 522 m  | 47.4552 7.9568     | BW BW |
| Aargau                 | Bern                  | Luzern     | beim rechten Flussufer der Rot an der Zofingerstrasse, St. Urban, Pfaffnau (Luzern) und der Grenze mit Roggwil (Bern) und Murgenthal (Aargau) | Grenzstein Nr. 103 Dreiländerstein (Murgenthal)                                                                                      | Wiese      | 442 m  | 47.2348 7.8387     | Dreikantonseck Grenzstein 103 (2023)                                                                                                 |
| Aargau                 | Bern                  | Solothurn  | an der Mündung der Murg in die Aare bei Murgenthal (Aargau), auf der Grenze mit Wynau (Bern) und Wolfwil (Solothurn) | | Gewässer   | 400 m  | 47.2656 7.8251     | Murgmündung (2020) |
| Aargau                 | Luzern                | Zug        | in der Reuss zwischen Dietwil (Aargau), Honau (Luzern) und Rotkreuz (Zug) | | Gewässer   | 404 m  | 47.1406 8.4122     | Dreikantonseck AG LU ZG, Ansicht vom rechten Flussufer in Rotkreuz flussaufwärts (2023)                                              |
| Aargau                 | Zug                   | Zürich     | an der Mündung der Lorze in die Reuss, zwischen Merenschwand (Aargau), Hünenberg (Zug) und Obfelden (Zürich) | | Gewässer   | 387 m  | 47.2484 8.4101     | Lorzemündung (2016) |
| Appenzell Ausserrhoden | Appenzell Innerrhoden | St. Gallen | auf dem Gipfel des Säntis | | Berggipfel | 2502 m | 47.2494 9.3433     | Säntis Bergstation und Gipfel (2021)                                                                                                 |
| Appenzell Ausserrhoden | Appenzell Innerrhoden | St. Gallen | bei der Walzenhauserstrasse, zwischen Wilen (Appenzell Ausserrhoden) und Berneck (St. Gallen) | Sitzbank in der Nähe | Berg       | 650 m  | 47.4377 9.6179     | Dreikantonseck südlich eines Feldwegs in der Nähe einer Sitzbank (2024)                                                              |
| Appenzell Ausserrhoden | Appenzell Innerrhoden | St. Gallen | am Rappentobelbach, bei Knollhusen, zwischen Reute (Appenzell Ausserrhoden) und Rebstein (St. Gallen) | | Berg       | 675 m  | 47.40964 9.583     | Wanderweg über den Rappentobelbach (2024)                                                                                            |
| Appenzell Ausserrhoden | Appenzell Innerrhoden | St. Gallen | an der Brücke der Heidenerstrasse über den Lauberbach, im Bruggtobel, bei Kapf (Appenzell Innerrhoden) und Marbach (St. Gallen) | | Brücke     | 550 m  | 47.39643 9.55526   | Heidenerstrasse-Brücke über den Lauberbach (2024)                                                                                    |
| Appenzell Ausserrhoden | Appenzell Innerrhoden | St. Gallen | beim Ruppenpass, zwischen Trogen (Appenzell Ausserrhoden), Oberegg (Appenzell Innerrhoden) und Altstätten (St. Gallen) | Dreikantonestein beim Dreikantonseck Dreikantonestein bei Landmark in Oberegg an der Ruppenstrasse (rund 200 m nordöstlich des Ecks) | Berg       | 1015 m | 47.39473 9.50953   | |
| Appenzell Ausserrhoden | Appenzell Innerrhoden | St. Gallen | auf dem Gipfel des Hörchelchopfs, bei der Hölzlisbergstrasse/Eichbergstrasse, westlich von Eichberg (St. Gallen) | | Berggipfel | 877 m  | 47.34742 9.50291   | Ostansicht des Hörchelchopfs von Hölzisberg (2024)                                                                                   |
| Basel-Landschaft       | Bern                  | Solothurn  | beim Bahnhof Aesch, an der Grenze von Aesch (Baselland), Duggingen (damals Bern), und Dornach (Solothurn); bis 1994 (Kantonswechsel des Laufentals) | Dreikantonestein | Erdboden   | 300 m  | 47.47044 7.60449   | Ehemaliges Dreikantonseck BL BE SO (2023)                                                                                            |
| Basel-Landschaft       | Bern                  | Solothurn  | am Dreiländersteinweg auf dem Blauenberg, an der Grenze von Ettingen (Baselland), Blauen (damals Bern), und Hofstetten-Flüh (Solothurn); bis 1994 (Kantonswechsel des Laufentals) | Rastplatz | Berg       | 764 m  | 47.46121 7.53061   | Dreikantonestein beim ehemaligen Dreikantonseck BL BE SO (2023)                                                                      |
| Basel-Landschaft       | Jura                  | Solothurn  | zwischen Spitzbüehl, Liesberg (Basel-Landschaft), Courroux (Jura) und Wasserberg, Bärschwil (Solothurn) | Grenzstein von 1755 | Wiese      | 785 m  | 47.38089 7.43733   | Dreikantonseck Grenzstein von 1755 (2023)                                                                                            |
| Basel-Landschaft       | Jura                  | Solothurn  | am Surtelweg: ein Punkt verbindet Roggenburg (Nordwesten) mit dem übrigen Baselland (Südosten, Liesberg). Dieser wird geteilt mit den Kantonen Solothurn (Nordosten, Kleinlützel) und Jura (Südwesten und Süden, Soyhières). Seit 1994 (Kantonswechsel des Laufentals)                                                                                 | | Berg       | 715 m  | 47.4141 7.376      | Karte Grenzverlauf |
| Bern                   | Freiburg              | Neuenburg  | an der Mündung der Broye in den Neuenburgersee, beim Dreikantonseck mit Waadt | | Gewässer   | 429 m  | 46.9798 7.0402     | Mündung der Broye in den Neuenburgersee (1954)                                                                                       |
| Bern                   | Freiburg              | Waadt      | auf dem Gipfel des Dent de Ruth in den Gastlosen | Gipfelkreuz (dreiarmig) | Berggipfel | 2236 m | 46.5538 7.2371     | BW BW |
| Bern                   | Freiburg              | Waadt      | bei der A1, nördlich von Clavaleyres; bis 2022 (Kantonswechsel der Gemeinde) | | Erdboden   | 455 m  | 46.9038 7.0909     | BW |
| Bern                   | Freiburg              | Waadt      | beim Bois de Mottey, südwestlich von Clavaleyres; bis 2022 (Kantonswechsel der Gemeinde) | | Wiese      | 450 m  | 46.89612 7.08332   | BW |
| Bern                   | Jura                  | Neuenburg  | am Ufer des Lac de Biaufond, südöstlich von Biaufond (Jura) | Grenzstein BE096 | Wald       | 610 m  | 47.1656 6.8615     | Grenzstein BE096 (2023) |
| Bern                   | Jura                  | Solothurn  | auf dem Gipfel des Rotmattchopfs, nördlich von Schelten (Bern) auf der Grenze zu Mervelier (Jura) und Beinwil (Solothurn) | | Berggipfel | 1074 m | 47.34532 7.55218   | Rotmattchopf, vom Südosten gesehen (2024)                                                                                            |
| Bern                   | Jura                  | Solothurn  | südlich von Schelten (Bern) bei der Punktverbindung der Gemeinde mit dem übrigen Kantonsgebiet (Südwesten, Seehof), zwischen Vermes (Jura) und Aedermannsdorf (Solothurn) | Grenzstein | Wiese      | 1140 m | 47.322367 7.55828  | |
| Bern                   | Luzern                | Obwalden   | auf dem Gipfel des Brienzer Rothorns, Triangulationspunkt | Pyramide | Berggipfel | 2348 m | 46.7871 8.0469     | BW |
| Bern                   | Nidwalden             | Obwalden   | auf dem Gipfel des Graustocks | Gipfelkreuz | Berggipfel | 2662 m | 46.788056 8.368889 | Graustock (2005) |
| Bern                   | Nidwalden             | Obwalden   | auf dem Gipfel des Jochstocks | | Berggipfel | 2563 m | 46.77146 8.395346  | BW |
| Bern                   | Obwalden              | Uri        | auf dem Gipfel des Grassen | Gipfelkreuz | Berggipfel | 2946 m | 46.7634 8.4483     | BW |
| Bern                   | Uri                   | Wallis     | am Eggstock, westlich vom Gipfel, östlich des Wysse Nollen, nordwestlich des Dammastocks | | Berg       | 3500 m | 46.65302 8.41042   | BW |
| Bern                   | Waadt                 | Wallis     | auf dem Gipfel des Oldenhorns | Gipfelkreuz | Berggipfel | 3123 m | 46.3294 7.2217     | BW |
| Freiburg               | Neuenburg             | Waadt      | im Neuenburgersee, zwischen Vaumarcus (NE) und Châbles (FR) | | Gewässer   | 429 m  | 46.8526 6.7801     | Dreikantonseck FR NE VD, Ansicht von La Raisse in Concise (2024)                                                                     |
| Freiburg               | Neuenburg             | Waadt      | im Neuenburgersee, an der Südgrenze von Chevroux VD | | Gewässer   | 429 m  | 46.90951 6.86591   | Dreikantonseck FR NE VD, Ansicht vom Strand bei Petit-Cortaillod (2024)                                                              |
| Freiburg               | Neuenburg             | Waadt      | im Neuenburgersee, an der Nordgrenze von Chevroux VD | | Gewässer   | 429 m  | 46.92541 6.89621   | Dreikantonseck FR NE VD, Ansicht vom Strand bei Petit-Cortaillod (2024)                                                              |
| Freiburg               | Neuenburg             | Waadt      | im Neuenburgersee | | Gewässer   | 429 m  | 46.95272 6.92842   | Dreikantonseck FR NE VD, Ansicht von der Mündung der Seyon in den Neuenburgersee im Quartier Trois-Portes der Stadt Neuenburg (2024) |
| Freiburg               | Neuenburg             | Waadt      | an der Mündung der Broye in den Neuenburgersee, beim Dreikantonseck mit Bern | | Gewässer   | 429 m  | 46.9795 7.0403     | BW |
| Glarus                 | Graubünden            | St. Gallen | zwischen Piz Sardona, Piz Segnas und Sardonapass, in den Glarner Alpen | | Berg       | 3002 m | 46.9163 9.2489     | Ringelspitz, Surenstock, Piz Sardona, Glärnisch (1923)                                                                               |
| Glarus                 | Graubünden            | Uri        | auf dem Gipfel des Piz Cazarauls in den Glarner Alpen | | Berggipfel | 3063 m | 46.8129 8.877      | Piz Cazarauls (2021) |
| Glarus                 | Schwyz                | St. Gallen | am Dreieckswäldli, bei der A3, östlich von Reichenburg (Schwyz), auf der Grenze zu Bilten (Glarus Nord) und Benken (St. Gallen) | Grenzstein | Wiese      | 415 m  | 47.17326 9.00472   | Grenzstein am Dreieckswäldli bei der Autobahn A3 (2024)                                                                              |
| Glarus                 | Schwyz                | Uri        | auf dem Gipfel des Schijen in den Schwyzer Alpen | | Berggipfel | 2608 m | 46.9199 8.9354     | Schijen (2014) |
| Graubünden             | Tessin                | Uri        | auf dem Gipfel des Piz Alv im Gotthardmassiv | | Berggipfel | 2769 m | 46.5792 8.6787     | Piz Alv (2021) |
| Luzern                 | Nidwalden             | Obwalden   | am Widderfeld, im Pilatusmassiv | | Berg       | 1920 m | 46.97314 8.22884   | BW |
| Luzern                 | Nidwalden             | Schwyz     | im Vierwaldstättersee, zwischen Ennetbürgen (Untere Nase) und Vitznau (Obere Nase) | | Gewässer   | 433 m  | 46.99651 8.46812   | Passagierschiff MS Diamant beim Dreikantonseck im Vierwaldstättersee (2023)                                                          |
| Luzern                 | Schwyz                | Zug        | im Zugersee | | Gewässer   | 413 m  | 47.1002 8.493      | Zugersee von der Rigi, südlicher Seeteil mit Dreikantonseck im Vordergrund (2018)                                                    |
| Nidwalden              | Obwalden              | Uri        | am Ruchstock, südlich des Gipfels, in den Unterwaldner Voralpen | | Berg       | 2800 m | 46.85486 8.47082   | BW |
| Nidwalden              | Schwyz                | Uri        | im Vierwaldstättersee, bei Treib | | Gewässer   | 433 m  | 46.99012 8.57102   | BW |
| Schwyz                 | St. Gallen            | Zürich     | im Zürichsee, am Seedamm bei Rapperswil | Säule, Fahnenmasten | Gewässer   | 406 m  | 47.2201 8.8085     | Seedamm-Dreiländereck (2011) |
| Schwyz                 | Zug                   | Zürich     | am Höhronen, westlich vom Wildspitz, an der Grenze von Schindellegi (Schwyz), Oberägeri (Zug) und Wädenswil (Zürich) | Grenzstein, Wegweiser | Berg       | 1186 m | 47.1634 8.6922     | Höhronen Dreiländerstein (2011) |
| St. Gallen             | Thurgau               | Zürich     | nördlich des Hörnli, an der Grenze der Gemeinden Mosnang (St. Gallen), Fischingen (Thurgau) und Bauma, bzw. Fischenthal (Zürich) | Grenzstein, Bank | Berg       | 992 m  | 47.3759 8.9435     | BW |
| Tessin                 | Uri                   | Wallis     | am Wasserscheidepunkt, südlich des Witenwasserenstock, nordöstlich des Pizzo Pesciora | Skulptur | Berg       | 3025 m | 46.5276 8.4776     | Wasserscheidepunkt am Witenwasserenstock (2021)                                                                                      |

Die Liste umfasst nicht Punkte an der Schweizerischen Landesgrenze an der sich zwei Nachbarländer, zwei Kantone oder zwei Verwaltungseinheiten eines Nachbarlandes treffen, dazu Dreiländereck #Schweiz.